# Washington Capitals
Los Washington Capitals (en español, Capitales de Washington) son un equipo profesional de hockey sobre hielo de los Estados Unidos con sede en Washington D. C., la capital del país. Compiten en la División Metropolitana de la Conferencia Este de la National Hockey League (NHL) y disputan sus partidos como locales en el Capital One Arena.

## Historia

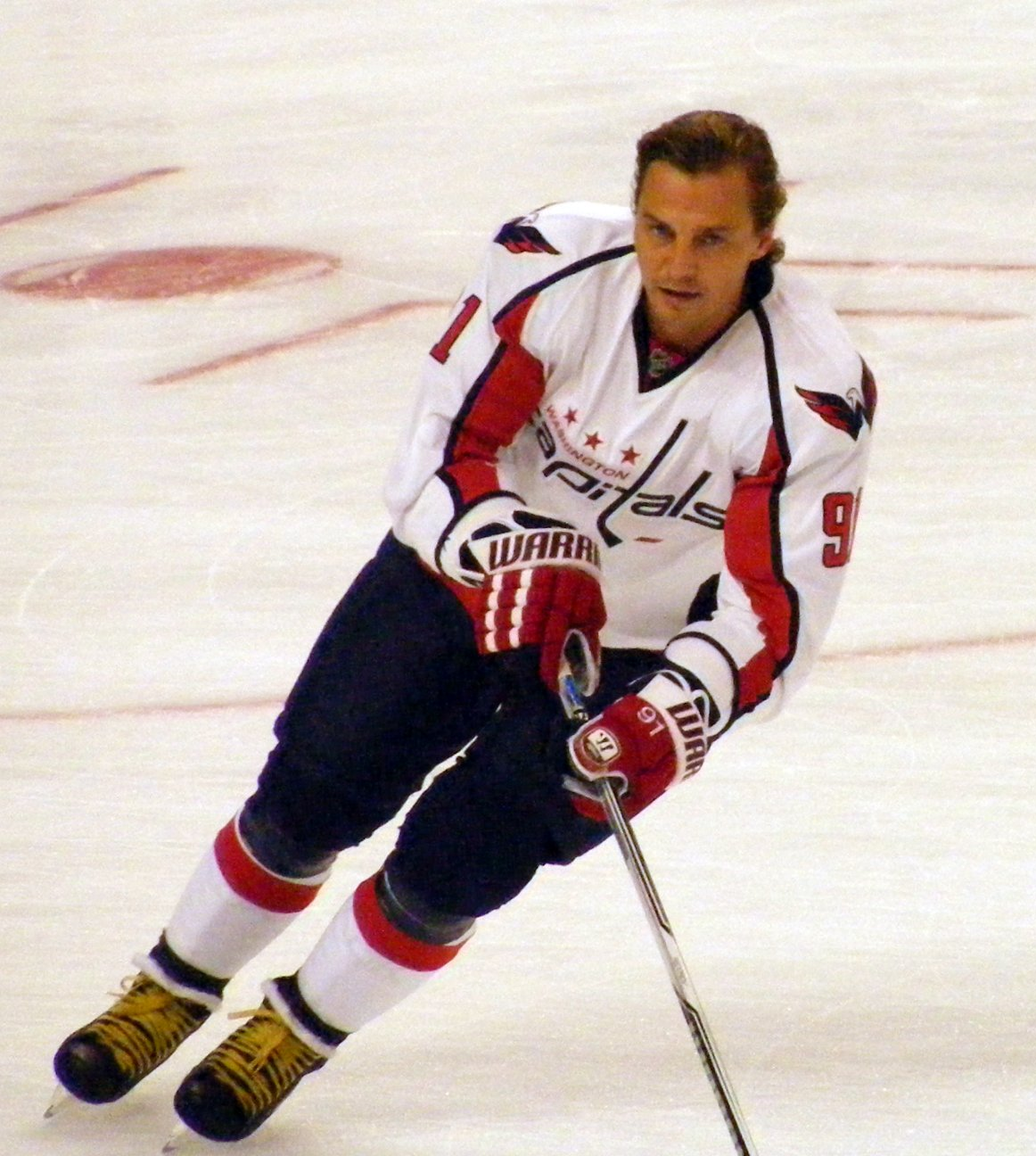
Sergei Fedorov con los Washington Capitals.

### Inicios de la franquicia
Washington fue, junto con los Kansas City Scouts, una de las dos franquicias de expansión de la NHL desde la temporada 1974-75. El propietario del equipo en su primera época fue Abe Pollin, que también poseía los Washington Bullets de la NBA y que ordenó la construcción del pabellón Capital Centre para albergar a los dos equipos, mientras que el primer director general del club fue Milt Schmidt. Los Capitals contaron en sus inicios con un plantel de pocos jugadores con experiencia en la liga, y esto repercutió en su primer año de debut: con un récord de 8-67-5, los Capitals realizaron uno de los peores estrenos de un equipo en la NHL.
La racha de malos resultados del equipo continuó en 1975-76, llegando a encadenar una racha de 25 partidos sin una victoria. Tras varios cambios de director general, entrenadores y jugadores, el equipo comenzó a experimentar una ligera renovación. Sin embargo, y a pesar de que el equipo comenzó a notar una leve mejoría, los Capitals no se clasificarían a unos playoff durante toda la década de 1970 e inicios de 1980.

### Consolidación del equipo
Cuando se llegó incluso a plantearse el traslado de la franquicia a otra ciudad de los Estados Unidos, la situación de los Capitals cambió en la temporada 1982-83. El equipo contrató a David Poile como director general, y lo primero que hizo fue traspasar a Ryan Walter y Rick Green por cuatro jugadores de Montreal Canadiens: Rod Langway, Brian Engblom, Doug Jarvis, y Craig Laughlin. Estos jugadores, junto a las elecciones de draft realizadas en años anteriores y que terminaron de explotar como Mike Gartner, llevaron al equipo a mejorar su sistema defensivo y a realizar un juego más atractivo. El resultado fue un tercer puesto en la División Patrick y la primera clasificación en la historia para los playoffs. El equipo cayó en primera ronda frente a new York Islanders, pero las discusiones sobre un posible traslado terminaron y se reafirmó la apuesta por el equipo.
Desde 1982 y hasta 1996 los Capitals se clasificaron siempre para playoffs, con unos buenos resultados en la temporada regular que no se veían correspondidos más tarde en los playoff. En la temporada 1985-86 el equipo terminó con 107 puntos (récord de la franquicia) y ganó 50 partidos, aunque en esa ocasión cayeron en segunda ronda de playoffs ante los New York Rangers. Al año siguiente cayeron en las finales de conferencia ante los Islanders, y en la temporada 1988-89 se proclamaron por primera vez campeones de División, cayendo en la fase final en primera ronda ante los Flyers de Philadelphia.
A comienzos de la década de 1990 el equipo se mostraba como uno de los favoritos para la consecución de la Stanley Cup, pero nunca llegaron a alcanzar las finales a pesar de contar con un plantel con figuras destacables como Peter Bondra, Sergei Gonchar o Joe Juneau entre otros. Finalmente, en 1996 el club se perdió los playoff por primera vez en 14 años.

### Campeonato de Conferencia y cambio de propietarios
En 1998 un equipo liderado por Peter Bondra (52 goles) y jugadores como Juneau o Adam Oates consiguió no solo clasificarse para la fase final, sino dar una buena imagen en los playoff. Tras vencer a Boston Bruins y Ottawa Senators, logró el Campeonato de la Conferencia Este ante los Buffalo Sabres y consiguió llegar por primera vez en su historia a la final de la Stanley Cup. Allí, perdieron ante los Detroit Red Wings que consiguieron revalidar su título venciendo en todos los partidos.
En 1999 Washington volvió a perderse los playoff, aunque en este caso debido a las numerosas lesiones que diezmaron el equipo. Ese mismo año Pollin vendió los Capitals a un grupo inversor encabezado por Ted Leonsis, ejecutivo de AOL. El equipo consiguió los dos años siguientes el campeonato de División, aunque cayeron en primera ronda ante el mismo rival, Pittsburgh Penguins.
En verano de 2001 Washington fichó a la estrella de los Penguins y cinco veces campeón del Art Ross Trophy, Jaromir Jagr, con un contrato millonario (77 millones de dólares durante 7 años) y a cambio de tres jóvenes promesas. Pero aunque se esperó mucho de este jugador, Jagr no cumplió con las expectativas y los Capitals se perdieron los playoffs ese año. El jugador checo permaneció en el equipo pero resultó un mal fichaje debido a un rendimiento menor del esperado y a su elevado salario. Finalmente fue vendido en 2004 a los New York Rangers en un acuerdo en el que, a pesar de que los Rangers asumían el sueldo de 11 millones de dólares anuales, se obligaba a pagar a los Capitals 4 millones por año. Ese mismo año las principales estrellas del equipo (Bondra, Robert Lang y Gonchar) se fueron a otros equipos, y los Caps terminaron con la segunda peor marca de la temporada.

### 2004-presente: La era Ovechkin
El mal resultado cosechado en 2004 les permitió realizar la primera selección en el draft, escogiendo al jugador ruso Alexander Ovechkin. Aunque no pudo debutar en la temporada 2004-05 debido a la huelga que paralizó el campeonato, la temporada siguiente fue el encargado de liderar el equipo junto a otros traspasos que fortalecieron el equipo, como Chris Clark u Olaf Kölzig. Las dos primeras temporadas los Capitals no consiguieron la clasificación para los playoff, pero en la temporada 2007-08 una gran actuación del equipo con Ovechkin a la cabeza (65 goles), que se llevó hasta cuatro premios individuales, consiguió que Washington se proclamase campeón de División. Allí los Caps cayeron en primera ronda ante los Flyers en siete partidos. En 2008 el equipo consiguió el traspaso de la estrella de la NHL Sergei Fedorov y en 2009 volvió a lograr el campeonato de división, no solo esa temporada sino también en las temporadas 2010 y 2011, aunque sin llegar a la final de la Stanley Cup. En la temporada 2012-13 los Capitals ganaron su división y se posicionaron en tercer lugar de su conferencia clasificando por sexta vez consecutiva a los playoffs, sin embargo en las series de playoffs fue eliminado por New York Rangers en siete juegos. 
En la temporada 2013-14, los Capitals ganaron cinco de sus primeros 10 partidos. Sin embargo, el equipo no participaron en la postemporada por la primera vez desde la temporada. Como resultado, Adam Oates fue reemplazado por Barry Trotz como el entrenador del equipo en mayo de 2014.
Los Capitals tenían varios registros establecidos durante la temporada 2014-15. El 4 de noviembre de 2014, Alexander Ovechkin pasó Peter Bondra para convertir al líder de puntos del equipo durante un partido de la temporada regular contra los Calgary Flames. El equipo terminó la temporada con una empate de tercer lugar en la División Metropolitana con los New York Islanders que resultaron en una serie de la primera ronda de la postemporada entre los dos equipos; los Capitales ganaron la serie en siete partidos. La serie de la segunda ronda fue un encuentro con los New York Rangers; los Capitals lideraron en la serie después los primeros cuatro partidos, pero los Rangers ganaron dos partidos consecutivos para forzar un séptimo partido. Los Capitals fueron eliminados cuando los Rangers ganaron el séptimo partido en tiempo extra.
En la temporada 2015-16, los Capitals volvieron a lograr el campeonato de la División Metropolitana y ganaron el Trofeo de los Presidentes por su segunda vez en la historia de la franquicia. El equipo ganaron los primeros tres partidos de su serie de la primera ronda contra los Flyers, pero no pudo completar la serie en cuatro partidos como los Flyers forzaron un sexto partido en Filadelfia. Los Capitals ganaron la serie en seis partidos para avanzar a la segunda ronda, donde se enfrentaron los Pittsburgh Penguins y perdieron este serie en seis partidos.
Alexander Ovechkin logró el hito de 1000 puntos el 11 de enero de 2017 cuando marcó un gol en un partido contra los Penguins; él fue el 84.º jugador para logró 1000 puntos en la historia de la NHL y tuvo 33 goles en la temporada regular. Como resultado de tener los más victorias de la liga en la temporada 2016-17, los Capitales retuvo el Trofeo de los Presidentes del año pasado. En la primera ronda de la postemporada de 2016-17, el equipo ganó su serie contra los Toronto Maple Leafs en seis partidos; el resultado fue un otro encuentro con los Penguins en la segunda ronda. Después perdieron tres de los primeros cuatro partidos del serie, los Capitals forzaron un séptimo partido; sin embargo, el equipo perdieron la serie ante los Penguins en siete partidos.

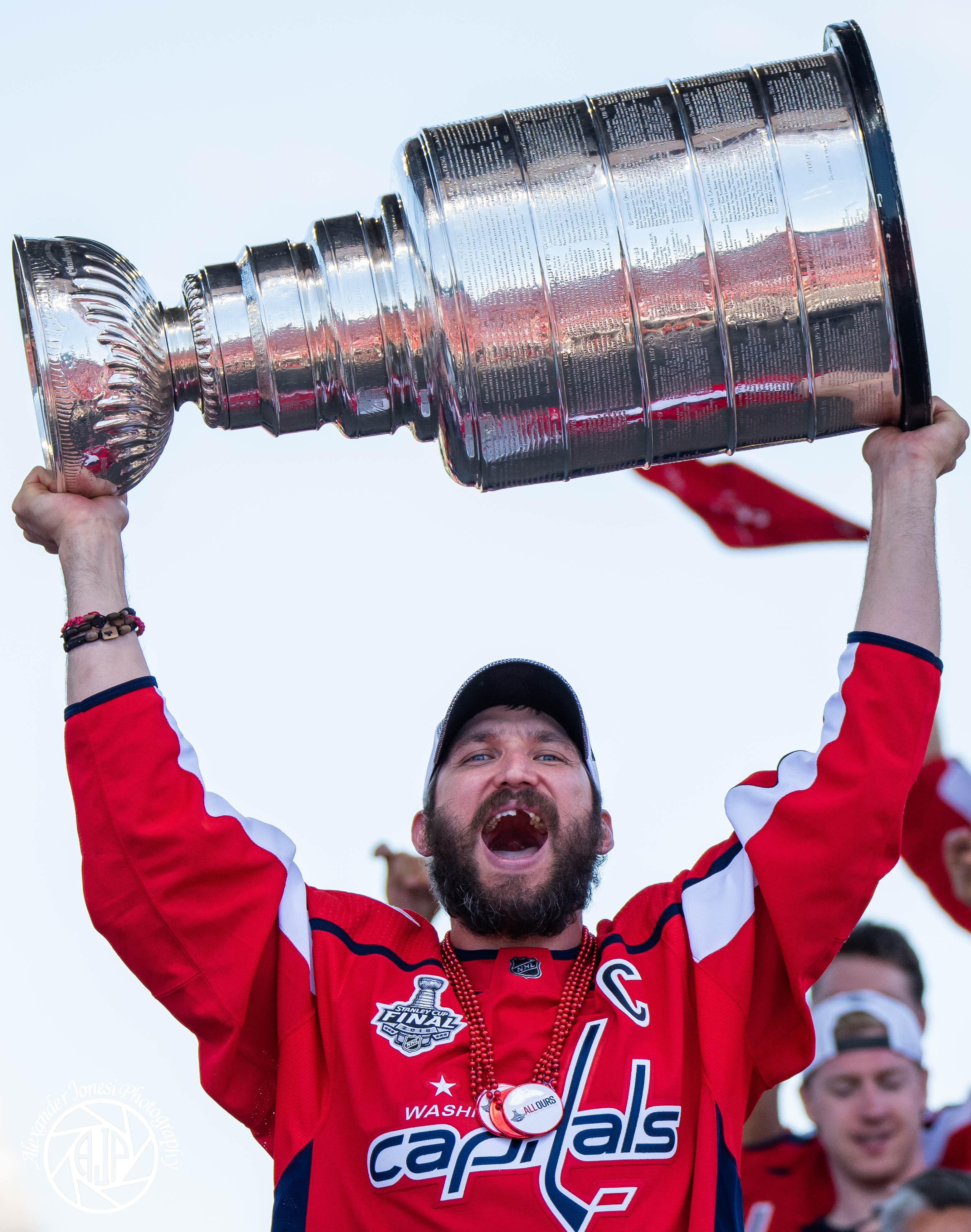
Capitán Alex Ovechkin con la Copa Stanley, Junio 2018

En la temporada regular 2017-18, los Capitals ganaron la División Metropolitana por una tercera temporada consecutiva, pero no tuvieron la mayoría de las victorias en la Conferencia Este o en toda la liga. El equipo derrotó los Columbus Blue Jackets en seis partidos después perdieron los primeros dos partidos de la serie para avanzar a la segunda ronda por el cuarto año consecutivo. Los Penguins, que eliminaron el equipo en las dos series pasados de la segunda ronda, ganaron la Copa Stanley en el año pasado. En el 7 de mayo de 2018, Evgeny Kuznetsov marcó un gol en tiempo extra para ayuda los Capitals derrotar los Penguins en el sexto partido de la serie; como resultado, el equipo avanzó a las finales de la Conferencia Este por la primera vez desde 1998. Su oponente en la final de la conferencia fue la Tampa Bay Lightning; la serie estuvo empatada después los primeros cuatro partidos. Tampa Bay ganó el quinto partido y tuvo un intento para avanzar a la final de la Copa Stanley con una victoria en el sexto partido. Sin embargo, los Capitals ganaron dos partidos consecutivos para avanzar a la final de la copa por su primera vez en 20 años. 
Su oponente en la final de la Copa Stanley fue los Vegas Golden Knights, que calificó por la postemporada en su primera temporada. En el primer partido de la serie, los Capitals perdieron a los Knights por una puntaje de 6–4. Sin embargo, los Capitals ganaron los próximos cuatro partidos para ganar la Copa Stanley por su primera vez en la historia del equipo; fue la primera vez que un equipo del Distrito de Columbia ganó un campeonato en las principales ligas de deportivos profesionales desde los Washington Redskins de la NFL ganaron Super Bowl XXVI en la temporada 1991.

## Estadio

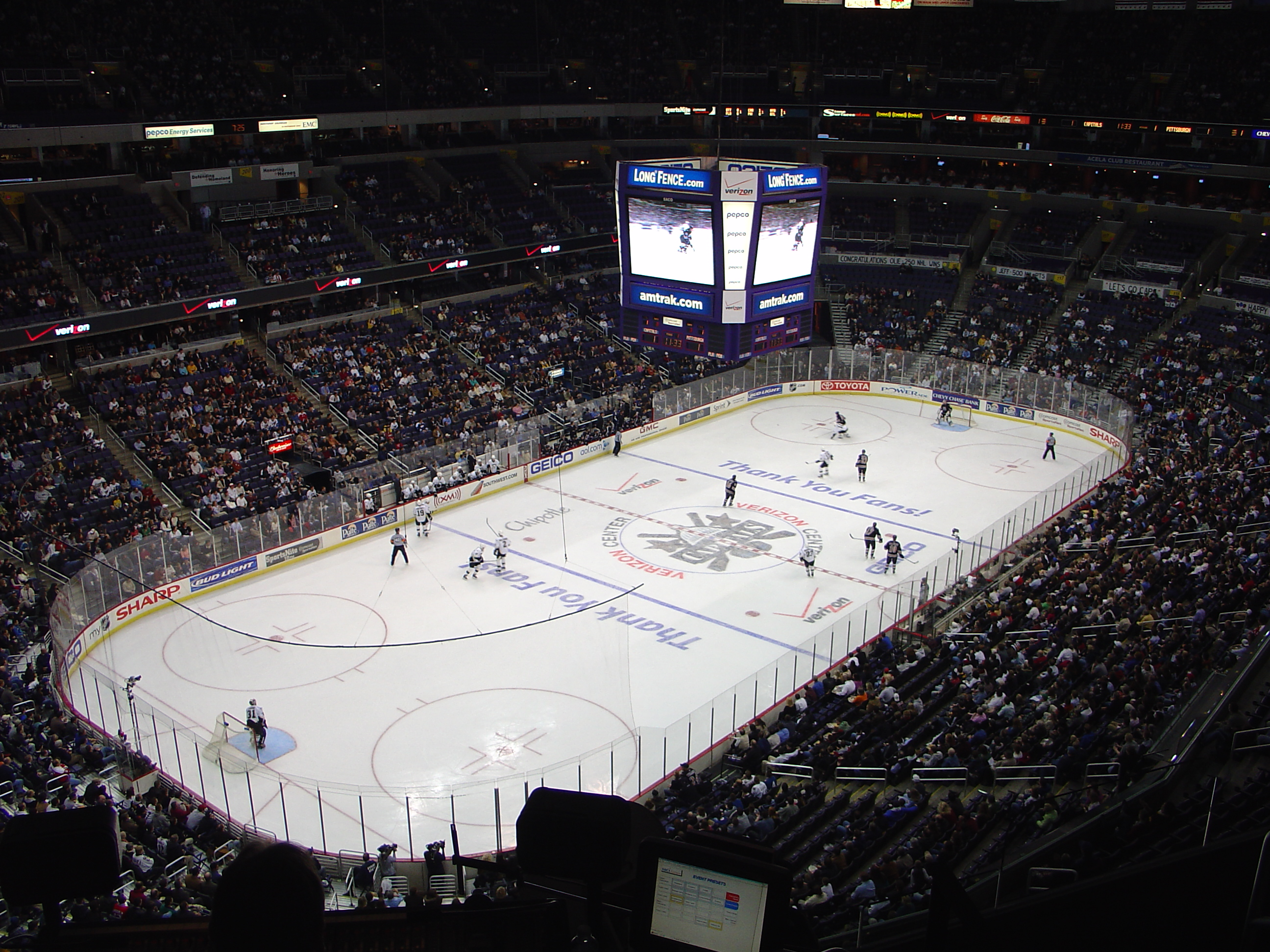
Partido de hockey de los Washington Capitals.

El equipo juega sus partidos en el Capital One Arena, un arena multiusos que cuenta con capacidad para 18 220 personas en su campo de hockey.
El pabellón fue inaugurado en 1997 y alberga, además de a los Capitals, a los equipos de baloncesto Washington Wizards (NBA), Washington Mystics (WNBA) y el equipo de baloncesto universitario Georgetown Hoyas (NCAA).

## Logo y equipación
Washington juega con jerséis de color rojo (casa) y blanco (fuera). Por otra parte, su logotipo es una variación del primero que tuvo la franquicia de 1970 a 1995, y fue introducido en 2007. Anteriormente, el equipo tuvo como escudo un águila.

## Palmarés
Stanley Cup
- 2017-18

Presidents' Tropy
- 2009–10, 2015–16, 2016–17

Prince of Wales Trophy
- 1997-98, 2017-18

Conn Smythe Trophy
- Alexander Ovechkin: 2017-18

Hart Memorial Trophy
- Alexander Ovechkin: 2007-08, 2008-09, 2012-13

Lester B. Pearson Award/Ted Linday Award
- Alexander Ovechkin: 2007-08, 2008-09, 2012-13

Art Ross Trophy
- Alexander Ovechkin: 2007-08

Maurice "Rocket" Richard Trophy
- Alexander Ovechkin: 2007–08, 2008–09, 2012–13, 2013–14, 2014–15, 2015–16, 2017–18, 2018–19, 2019–20

Calder Memorial Trophy
- Alexander Ovechkin: 2005-06

Frank J. Selke Trophy
- Doug Jarvis: 1983-84

Jack Adams Award
- Bryan Murray: 1983-84
- Bruce Boudreau: 2007-08
- Barry Trotz: 2015-16

James Norris Memorial Trophy
- Rod Langway: 1982-83, 1983-84

King Clancy Memorial Trophy
- Olaf Kolzig: 2005-06

Vezina Trophy
- Jim Carey: 1995-96
- Olaf Kolzig: 1999-00
- Braden Holtby: 2015-16

William M. Jennings Trophy
- Al Jensen y Pat Riggin: 1983-84
- Braden Holtby: 2016-17

Bill Masterton Memorial Trophy
- Jose Theodore: 2009–10